# Hrabstwo Pierce (Wisconsin)
Hrabstwo Pierce (ang. Pierce County) – hrabstwo w stanie Wisconsin w Stanach Zjednoczonych.
Obszar całkowity hrabstwa obejmuje powierzchnię 591,59 mil² (1532,21 km²). Według szacunków United States Census Bureau w roku 2009 miało 40 081 mieszkańców. Jego siedzibą administracyjną jest Ellsworth.
Hrabstwo zostało utworzone z St. Croix w 1853. Nazwa pochodzi od nazwiska prezydenta USA Franklina Pierce'a.
Na obszarze hrabstwa znajdują się rzeki Big, Eau Galle, Kinninkinnic, Missisipi, Rush, St Croix i Trimbelle oraz 38 jezior.

## Miasta
- Clifton
- Diamond Bluff
- El Paso
- Ellsworth
- Gilman
- Hartland
- Isabelle
- Maiden Rock
- Martell
- Oak Grove
- Prescott
- River Falls
- Rock Elm
- Salem
- Spring Lake
- Trenton
- Trimbelle
- Union

## Wioski
- Bay City
- Ellsworth
- Elmwood
- Maiden Rock
- Plum City
- Spring Valley

## CDP
- Diamond Bluff
- Hager City